# Kaylyn Brown
Kaylyn Brown (31 de diciembre de 2004) es una deportista estadounidense que compite en atletismo, especialista en las carreras de velocidad. Participó en los Juegos Olímpicos de París 2024, obteniendo una medalla de plata en la prueba de 4 × 400 m mixto.

## Palmarés internacional
| Juegos Olímpicos | Juegos Olímpicos | Juegos Olímpicos | Juegos Olímpicos |
| Año              | Lugar            | Medalla          | Prueba           |
| ---------------- | ---------------- | ---------------- | ---------------- |
| 2024             | París (Francia)  | Medalla de plata | 4 × 400 m mixto  |